# Go-Murakami
Go-Murakami, född 1328, död 1368, var regerande kejsare av Japan mellan 1339 och 1368.